# Max Jacoby
Max Jacoby (Luxemburg, 25 de novembre de 1977) és un guionista i director de cinema luxemburguès.
Va estudiar a l'Escola de Cinema de Londres -abans London International Film School- on es va graduar el 2001 amb el seu curtmetratge de Babysitting. L'any 2003 va fer un curtmetratge nomenat The Lodge, amb l'actriu anglesa Eve Best al paper principal. La seva següent pel·lícula, Butterflies, és una adaptació d'un conte de l'autor anglès Ian McEwan i va guanyar, entre d'altres, el Premi UIP al Millor Curtmetratge Europeu de la 62a edició del Festival Internacional de Cinema de Venècia, així com va ser nominada als Premis del Cinema Europeu de 2005.
El 2009 va ser estrenat el seu primer llargmetratge Dust.

## Filmografia
| Any  | Títol       |
| ---- | ----------- |
| 2001 | Babysitting |
| 2003 | The Lodge   |
| 2005 | Butterflies |
| 2009 | Dust        |